# شریل کرو (آلبوم)
شریل کرو (به انگلیسی: Sheryl Crow) دومین آلبوم استودیویی از شریل کرو است که در ۲۴ سپتامبر ۱۹۹۶ منتشر شد. این آلبوم علاوه بر موفقیت تجاری، نقدهای مثبتی دریافت کرد. در ۳۹مین مراسم جوایز گرمی، جایزهٔ بهترین آلبوم راک به این آلبوم اهدا شد. کرو همچنین برای ترانهٔ «اگر این خوشحالت می‌کند» جایزهٔ گرمی بهترین اجرای راک توسط خوانندهٔ زن را دریافت کرد.